# Nova Esquerda Socialista
Nova Esquerda Socialista és una organització política gallega. Es va formar l'any 2010 amb militants revolucionaris, activistes socials, sindicalistes i un nodrit grup d'immigrants d'ideologia esquerrana. Nova Esquerda Socialista es defineix com a organització gallega, republicana i socialista. Els seus militants enarboren la bandera de marxisme revolucionari i defensen una política conseqüent amb els drets nacionals de Galícia.
Els seus màxims dirigents són Lois Pérez Leira, secretari general, i Xosé Manuel Graña, president nacional.
El març de 2013, es va unir a un sector de Unidade da Esquerda Galega per a formar Nova Esquerda Galega, organització integrada en ANOVA-Irmandade Nacionalista.